# Pelidnota recondita
Pelidnota recondita är en skalbaggsart som beskrevs av Delgado, Deloya och Moron 1988. Pelidnota recondita ingår i släktet Pelidnota och familjen Rutelidae. Inga underarter finns listade i Catalogue of Life.